# Świnka (skała)

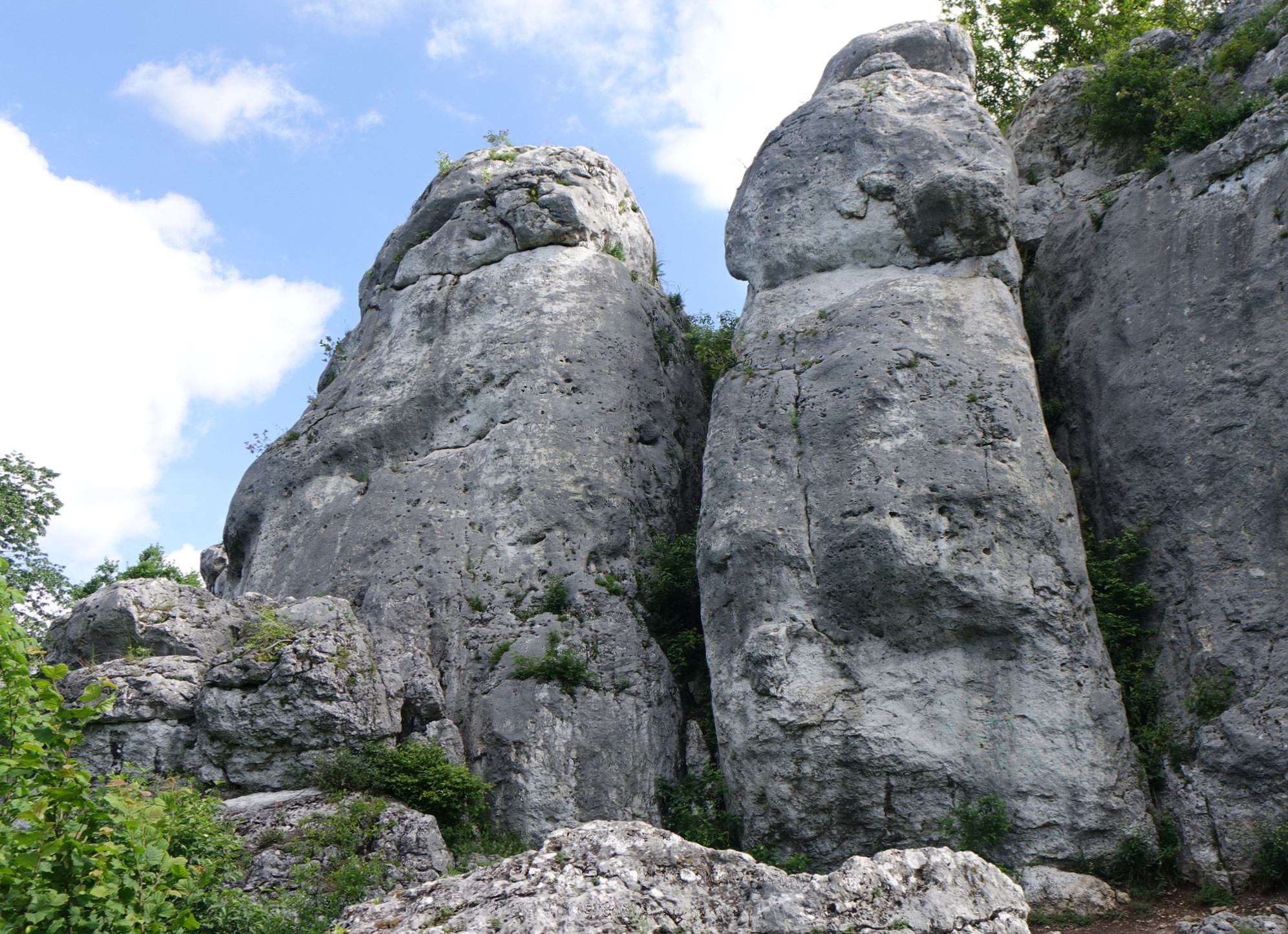
Czujnik i Świnka

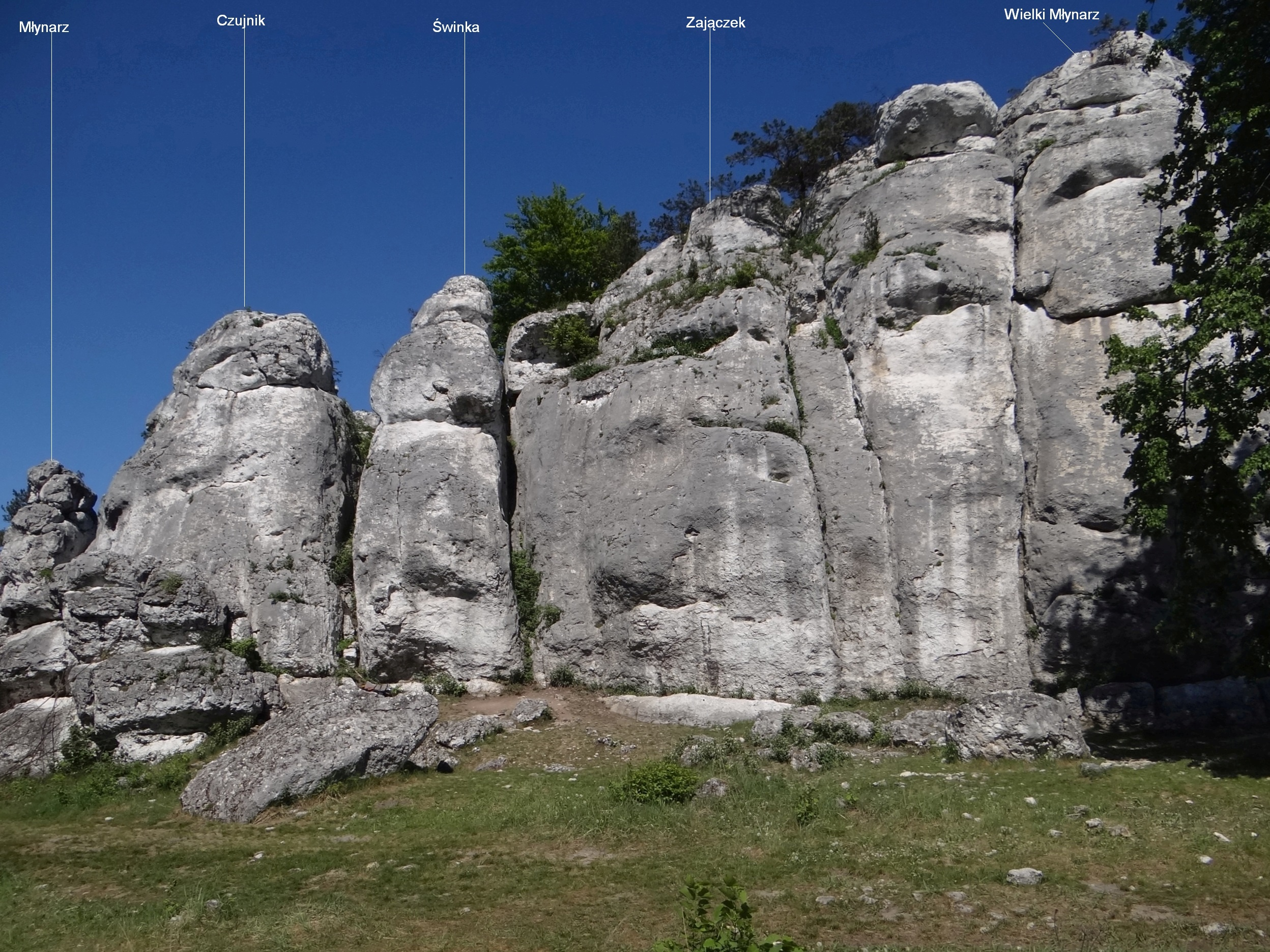
Młynarze

Świnka – skała na wzniesieniu Góra Zborów, w miejscowości Kroczyce w województwie śląskim, w powiecie zawierciańskim, w gminie Kroczyce. Wzniesienie to należy do tzw. Skał Kroczyckich i znajduje się w obrębie Rezerwatu przyrody Góra Zborów na Wyżynie Częstochowskiej.
Świnka znajduje się pomiędzy Czujnikiem i Zajączkiem w grupie skał zwanej Młynarzami. Zbudowana jest z wapieni, ma wysokość 12 m i jest położona na otwartym terenie. Uprawiana jest na niej wspinaczka skalna – skała ta cieszy się dużą popularnością wśród wspinaczy. Poprowadzono na niej 6 dróg wspinaczkowych o trudności od III do VI.2+ w skali polskiej. Na większości z nich zamontowano stałe punkty asekuracyjne; ringi (r) i stanowiska zjazdowe (st).

## Drogi wspinaczkowe
1. Wieprzowina; 6r + st, VI.2+
2. Tropiciel węży; 6r + st, VI.2
3. Prostowanie pogody; 5r + st, VI.1+
4. Pogoda dla rogaczy; 5r + st, VI+/1
5. Świnka; 4r + st, V+
6. Świnki komin; III[1].

## Piesze szlaki turystyczne
Obok Świnki prowadzą 2 szlaki turystyczne.
 Szlak Orlich Gniazd: Góra Janowskiego – Podzamcze – Karlin – Żerkowice – Morsko – Góra Zborów – Zdów-Młyny – Bobolice – Mirów – Niegowa.
 Szlak Rzędkowicki: Mrzygłód – Myszków – Góra Włodowska – Rzędkowickie Skały – Góra Zborów (parking u stóp góry)